# Il teatro della vita
Il teatro della vita è il primo volume fotografico in cartoncino rilegato con sovraccoperta di Jan Saudek, pubblicato nel 1981.
Nella prefazione, curata da Giuliana Scimé (1939-2022), scomparsa nell'indifferenza generale, le ventotto fotografie bianconero del piccolo libro vengono definite: "Barocco e splendido, bizzarro ed eccessivo, ironico e drammatico, Jan Saudek crea dei «tableax vivants» magici e spettacolari dove i personaggi sono fermati nel momento di una fuggevole verità".
Operaio, fotografo autodidatta, nella Praga del dopoguerra, quel muro umido e scrostato della sua cantina diverrà lo sfondo ideale nel quale incorniciare il suo mondo anche quando diventato famoso potrebbe permettersi ben altri atelier. La cantina divenne il suo teatro, abitata da uomini e, soprattutto, da donne che hanno raccontato la propria sessualità e insieme il desiderio, la repulsione, il sogno, la maternità, la paternità ed ogni emozione fra due persone.
"L'eterno femminino mistero esasperato nei suoi attributi più appariscenti: corpi caldi, grandissimi seni e curve sinuose e ventri rotondi, nella vana corsa verso un desiderio mai appagato, di perdersi in un oblio senza tempo, di tornare alle origini della vita in un ventre materne confortevole e sicuro. Ipotesi e inganno di una felicità non terrena" scrive ancora Scimé nella prefazione.
Il bianconero del primo periodo resta in ogni caso confinato agli inizi della sua produzione. Saudek infatti è conosciuto soprattutto per le sue fotografie a colori, anche se non si tratta di semplici pellicole a colori ma di veri e propri e interventi chimici e manuali, con l'uso ad esempio di un pennello, che tendono a collocare l'autore in uno spazio che va dalla fotografia alla pittura.
La mostra con le foto del libro è stata riproposta all'Ex Manifattura Tabacchi di Lucca nel 2010, con la collaborazione del Museo di fotografia Ken Damy di Brescia.

## Edizioni
Jan Saudek, Il teatro della vita, Monza, Selezione d'Immagini, 1981.